# Arn – Der Kreuzritter
Arn – Der Kreuzritter (Originaltitel: Arn – Tempelriddaren) ist ein Historienfilm aus dem Jahr 2007, der als Koproduktion von Schweden, Finnland, Norwegen, Großbritannien, Deutschland und Dänemark entstand.

## Handlung
Im 12. Jahrhundert wächst Arn Magnusson als Spross einer einflussreichen schwedischen Familie in Västergötland auf. Aufgrund eines Gelöbnisses seiner Eltern wird er in einem Zisterzienserkloster erzogen und lernt nicht nur lesen und schreiben, sondern auch kämpfen. Er verliebt sich in die schöne Cecilia Algotsdotter, die von ihm schwanger wird. Aufgrund persönlicher und politischer Intrigen werden die beiden jedoch getrennt.
Arn wird als Kreuzritter ins Heilige Land geschickt. In Jerusalem steigt Arn zu einem geachteten Mann auf und führt unter anderem Friedensverhandlungen mit Saladin, während Cecilia in Schweden in ein Kloster gesperrt wird, wo sie auf ihren Geliebten wartet.

## Hintergrund
Arn – Der Kreuzritter ist der erste von zwei Teilen der Verfilmung der Götaland-Buchtrilogie des schwedischen Autors Jan Guillou und umfasst die Handlung der ersten beiden Bände. In Schweden, wo schon die Bücher Kultstatus hatten, genoss der Film mit heimischen Stars wie Mikael Nyqvist und Stellan Skarsgård in Nebenrollen große Aufmerksamkeit. In Deutschland wurde er dagegen nur über den DVD-Markt veröffentlicht.

## Kritik
Das Lexikon des internationalen Films bezeichnete den Film als ein „bildgewaltiges Mittelalter-Spektakel“. Die Produktion sei „aufbereitet als sorgfältig ausgestattete Ritterromanze“. Das Interesse der Inszenierung „an der Charakterzeichnung“ sei wesentlich höher „als an Action und monumentalen Schlachtenpanoramen“.

## Fortsetzung
Die weitere Handlung der Romantrilogie, worin Arn nach Schweden zurückkehrt, wurde 2008 unter dem Titel Arn – Riket vid vägens slut verfilmt. In Deutschland lautet der Titel Arn: The Kingdom at Road's End. Der Titel für die deutsche DVD- und Blu-ray-Veröffentlichung hingegen lautet Arn - Der Kreuzritter und beinhaltet beide Kinofilme zusammengeschnitten zu 6 Folgen wie im TV erschienen. Daher werden diese Medien als TV-Langfassung betitelt. In einer besonderen Blu-ray-Fassung liegen auch die beiden Kinofilme separat bei.